# Daniel Gurney
Daniel Gurney (1791–1880), est un banquier et antiquaire anglais de la famille Gurney de Norwich.

## Biographie
Gurney est né à Earlham Hall, près de Norwich, le 9 mars 1791, fils cadet de John Gurney (1749-1809) d'Earlham Hall, Norfolk, et frère d'Elizabeth Fry, la philanthrope, Louisa Gurney Hoare, écrivaine sur l'éducation, et Joseph John Gurney et Samuel Gurney. Sa mère, Catherine, la fille de Daniel Bell, est décédée en 1792. Il descend directement d'une branche cadette de l'ancienne famille de Gurney ou Gournay, qui possédait des manoirs à Norfolk (au temps d'Henri II).
Après avoir terminé ses études, Gurney entre dans la succursale de Norwich de la Gurney's Bank, dont il dirige ensuite pendant plus de 60 ans. Il écrit plusieurs essais à diffusion privée sur la banque. À la tête de l'une des premières banques des provinces anglaises, il acquiert une influence politique sur le secteur où la banque est implantée. Sa gentillesse, sa courtoisie et sa générosité le font aimer de ses contemporains. Il est la figure principale de la fondation du West Norfolk and Lynn Hospital.
L'une des activités de Gurney est l'archéologie, et il est un membre éminent de la Society of Antiquaries. Il s'intéresse beaucoup à la généalogie. En 1848, il imprime en deux volumes pour une circulation privée un document détaillé de la maison de Gournay, auquel il ajoute un supplément en 1858. Le livre est apprécié pour ses informations et ses recherches variées sur les antiquités.
Gurney, conservateur en politique, est juge de paix et sous-lieutenant du comté de Norfolk, et occupe le poste de haut shérif de Norfolk en 1853. Il épouse en 1822 Lady Harriet Jemima Hay (1803–1837), fille de William Hay (17e comte d'Erroll), dont il a neuf enfants. Leur fils Charles Henry Gurney épouse une fille de Henry Prinsep et est diplômé du Trinity College de Cambridge, devenant associé de la Saunderson's Bank à Londres . Daniel Gurney est décédé le 14 juin 1880 à son siège près de North Runcton, Norfolk.